# Ace (tennis)
Pour les articles homonymes, voir Ace.

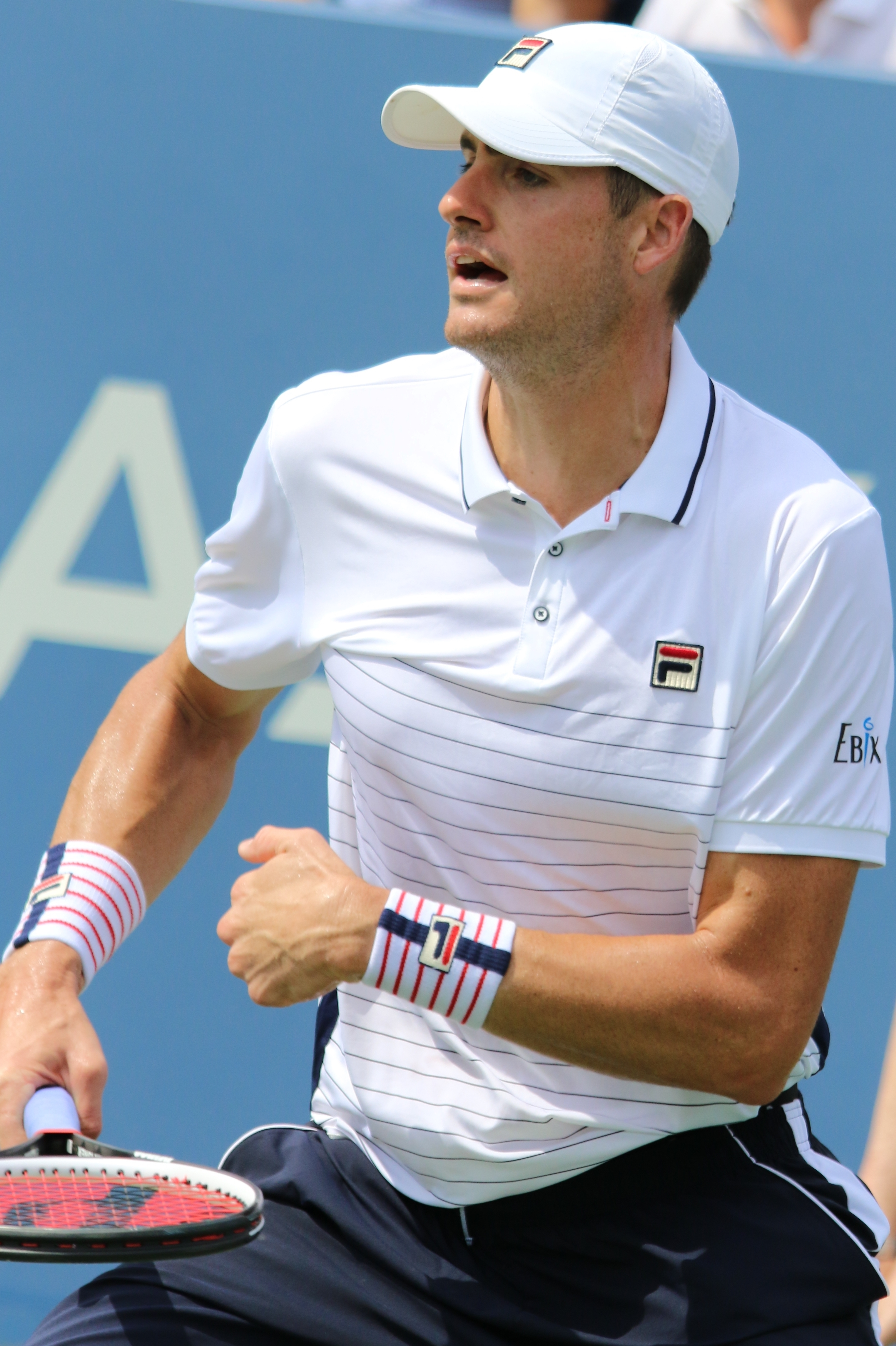
John Iser, ici en 2016, recordman du nombre d'aces depuis 2022. Il en totalise 14 470 à la fin de sa carrière en août 2023.

Un ace (as au Québec), est un type de service gagnant au tennis, durant lequel l'adversaire ne touche pas la balle.
Dans le tennis professionnel, les aces sont généralement réussis lors du premier service du joueur, lorsqu'il peut frapper la balle avec une force maximale et qu'il peut prendre des risques sur le placement de la balle (la plupart du temps, dans le coin opposé du carré de service). Des aces sur seconde balle sont possibles mais plus rares.

## Étymologie
Le mot ace est souvent associée à l'as du jeu de carte puisqu'en anglais les mots se confondent. Mais l’origine de ce mot est une référence à l'ais du jeu de paume, une planche dans le mur, remplacée au XIXe siècle par une grille derrière le joueur, qui, quand elle est touchée de volée, donnait le point immédiatement.

## Records

### Nombre d'aces en un match

#### En trois sets gagnants
Durant le premier tour du tournoi de Wimbledon 2010, 216 aces ont été réalisés lors de la rencontre entre Nicolas Mahut et John Isner. Depuis ce match, Isner détient le record d'aces au cours d'une partie : 113. Mahut arrive en deuxième position avec 103 aces.
Ce match de tous les records avait duré 11 h 5 min, entre le 22 et le 24 juin 2010 et s'était achevé sur le score de 6-4, 3-6, 67-7, 7-63, 70-68, en faveur de John Isner.

#### En deux sets gagnants
Le match en deux sets gagnants où il y a eu le plus d'aces pour un joueur est celui entre Milos Raonic et Cameron Norrie lors du premier tour du tournoi du Queen's 2024 où Raonic l'emporte 66-7, 6-3, 7-69 et réalise 47 aces.

### Ace le plus rapide
L'ace le plus rapide en carrière est celui de Sam Groth, avec une vitesse de 263 km/h lors du Challenger de Busan en 2012. Cependant ce service n'est pas reconnu officiellement par l'ATP, qui ne prend en compte que le circuit principal.
Le plus rapide en tournoi, reconnu par l'ATP, est ainsi celui de John Isner lors de la Coupe Davis 2016 avec une vitesse de 253 km/h.

### Nombre d'aces en carrière
Depuis 1991, l'ATP calcule le nombre d'aces par match. Le record d'aces a été détenu jusqu'en octobre 2015 par Goran Ivanišević, qui a été battu par Ivo Karlović.
Le 1er juillet 2022, John Isner, lors du tournoi de Wimbledon bat le record d'Ivo Karlović, et porte ensuite son total à 14 470 à la fin de sa carrière en août 2023.

## Classement
En gras : encore en activité
| 1er | John Isner       | 14 470 |
| 2e  | Ivo Karlović     | 13 728 |
| 3e  | Roger Federer    | 11 478 |
| 4e  | Feliciano López  | 10 261 |
| 5e  | Goran Ivanišević | 10 237 |
| 6e  | Andy Roddick     | 9 074  |
| 7e  | Sam Querrey      | 8 879  |
| 8e  | Pete Sampras     | 8 858  |
| 9e  | Milos Raonic     | 8 445  |
| 10e | Marin Čilić      | 8 242  |

| 1er | Milos Raonic       | 8 445 |
| 2e  | Marin Čilić        | 8 242 |
| 3e  | Novak Djokovic     | 7 616 |
| 4e  | Gaël Monfils       | 7 608 |
| 5e  | Stanislas Wawrinka | 6 684 |
| 6e  | Alexander Zverev   | 5 840 |
| 7e  | Grigor Dimitrov    | 5 344 |
| 8e  | Taylor Fritz       | 5 025 |
| 9e  | Nick Kyrgios       | 4 584 |
| 10e | Benoît Paire       | 4 575 |

| 1er | Goran Ivanišević | 1 477 | 1996 |
| 2e  | Ivo Karlović     | 1 447 | 2015 |
| 3e  | Ivo Karlović     | 1 318 | 2007 |
| 4e  | John Isner       | 1 260 | 2015 |
| 5e  | John Isner       | 1 213 | 2018 |
| 6e  | Ivo Karlović     | 1 185 | 2014 |
| 7e  | John Isner       | 1 159 | 2016 |
| 8e  | Goran Ivanišević | 1 156 | 1994 |
| 9e  | Ivo Karlović     | 1 131 | 2016 |
| 10e | John Isner       | 1 123 | 2017 |